# 藤原実経
藤原 実経（ふじわら の さねつね）は、平安時代中期の貴族。藤原北家世尊寺家、権大納言・藤原行成の長男。官位は正四位上・近江守。

## 経歴
行成の日記『権記』に誕生記事が記載されており、母親の後産が悪く観修僧都の加持によって無事に出産を終えたことが記されている。幼名は犬丸。寛弘3年（1006年）に9歳で昇殿を許され、寛弘6年12月（1010年1月）に元服を行う。加冠は藤原斉信が行い、藤原道長も馬1疋を贈ってこれを祝った。
寛弘7年（1010年）従五位下に叙爵し、左兵衛佐に任官。翌寛弘8年（1011年）従五位上・右近衛少将に叙任されると、長和元年（1012年）正五位下、長和3年（1014年）従四位下、長和4年（1015年）には父の書額功によって従四位上に叙せられるなど、順調に昇進する。またこの間、長和元年（1012年）には右近衛少将として賀茂祭の近衛府使を務めている。しかし、従四位下への昇進に伴って近衛少将を解かれたとみられ、三条朝末から後一条朝初頭にかけて民部権大輔兼侍従を務めた。
治安2年（1022年）但馬守として地方官に転じる。同年、但馬国にあった小一条院所有の荘園の荘官であった惟朝法師に対して、官人を殺害したという容疑で但馬国府が朝廷に対して訴え出る。一旦追捕の宣旨が発給されるが、翌治安3年（1023年）正月に小一条院からこの訴えは虚偽であるとして差し止めの請求がなされると、朝廷は直ちに方針を変更し、訴えを起こした但馬の郡司らに出頭を命じる。4月になって7名の郡司が上京し、当初実経と郡司らは権大納言・藤原行成の邸宅宿所を与えられていたが、まもなく検非違使左衛門志・粟田豊道によって郡司らは捕縛・連行されてしまい、行成・実経親子は大いに面目を失ってしまったという。結局、後一条天皇の勅裁によりこの訴えの手続きに瑕疵があるとして告発は無効とされ、最終的に惟朝と郡司らは共に宥免される。同年6月に実経は釐務（職務）停止1ヶ月の処分を受けた。
その後、万寿元年（1024年）には右大臣・藤原実資に対してその娘（藤原千古）の裳着のために絹50疋を贈るなど、有力者への献上を行っている。万寿2年（1025年）造塔の功労により但馬守の任期を2年延長された。
長元4年（1031年）修理権大夫として京官に復すが、長元8年（1035年）近江守として再び地方官を務める。長元9年（1036年）7月に同国の百姓5-600名が陽明門の前で国司の不法を上訴するという事件が発生している。この頃には実経は大変な肥満になっていたらしく、同年10月に後朱雀天皇が賀茂川で禊祓を行った際に姿を見せた際には、太りすぎて一人では歩くができず、家人に助けてもらいながら歩いていたという。その後も近江守の任にあり、長暦3年（1039年）に藤原頼通が開催した高陽院水閣歌合にも「右方 近江守」として参加している。
寛徳2年（1045年）後冷泉天皇即位から約3ヶ月後の7月10日に卒去。享年48。一条天皇から後冷泉天皇まで五朝に亘って仕えた。

## 官歴
注記のないものは『権記』による。
- 寛弘3年（1006年） 3月16日：昇殿
- 寛弘6年（1009年） 12月14日：元服
- 寛弘7年（1010年） 正月5日：従五位下（中宮御給）。11月25日：左兵衛佐
- 寛弘8年（1011年） 11月：従五位上。12月19日?：右近衛少将[11]
- 長和元年（1012年） 正月：正五位下
- 長和3年（1014年） 正月6日：従四位下（少将労）[11]。正月24日：民部権大輔、止少将?[11]
- 長和4年（1015年） 10月：従四位上
- 長和5年（1016年） 3月2日：見兼侍従
- 治安2年（1022年） 正月：但馬守
- 治安3年（1023年） 6月2日：釐務停止[12]。7月3日：国務如元[12]
- 万寿2年（1025年） 11月29日：但馬守（重任。造塔功）[12]
- 長元4年（1031年） 日付不詳：修理権大夫
- 長元8年（1035年） 正月：近江守
- 時期不詳：正四位上
- 寛徳2年（1045年） 7月10日：卒去

## 系譜
『尊卑分脈』による。
- 父：藤原行成
- 母：源泰清の娘（姉）
- 妻：大江清通の娘
  - 男子：藤原師仲（1036-1093）
- 生母不明の子女
  - 男子：藤原政経
  - 男子：貞尋